# Juha Sipilä
Juha Sipilä (født 25. april 1961 i Vetil) er en finsk civilingeniør, virksomhedsleder og politiker, som var Finlands statsminister fra 2015 til 2019.
Sipilä var leder af Centerpartiet fra 2012 til 2019. Han blev første gang valgt ind i rigsdagen i 2011, og ved valget i 2015 blev han den store sejrherre og overtog statsministerposten.